# Bonita Ely
La Dra. Bonita Ely (1946) es una artista multidisciplinar australiana que vive en Sídney . Ely estableció su reputación como artista ambiental a principios de la década de 1970 a través de sus trabajos sobre el sistema del río Murray Darling. Tiene una práctica diversa en varios medios y, a menudo, ha abordado temas feministas, ambientales y sociopolíticos.
Ely nació en Mildura y se crio en Robinvale, una ciudad a orillas del río Murray en la región de Mallee en el noroeste de Victoria, con su hermana mayor y dos hermanos. Su familia cultivaba naranjas y vides en un bloque de tierra que su padre, un veterano de la Segunda Guerra Mundial, recibió a través del Programa de Asentamiento de Soldados . En una entrevista de historia oral de 2019 para la Biblioteca Estatal de Queensland, Ely describe su infancia como creativa, donde sus padres la alentaron a probar cualquier cosa. Recuerda dibujar desde una edad temprana, incluso antes de comenzar la escuela, usando palos para dibujar la tierra y el carbón descartado de la estufa de leña para dibujar en las paredes externas de la cabaña de los recolectores.
Su trabajo ha sido exhibido internacionalmente, incluso en documenta14 en Kassel, Alemania y Atenas, Grecia, en la Galería Chisenhale, Londres, Künstlerhaus Bethanien, Berlín, Harbourfront, Toronto, el 18th Street Arts Centre, Los Ángeles, EE. UU. y el Museo Nacional de Arte Moderno y Contemporáneo, Seúl, Corea.
Las obras de arte experimentales de Ely se encuentran en colecciones internacionales como el Museo de Arte Moderno de Nueva York y la Galería Nacional de Australia, Canberra, y han sido seleccionadas para importantes eventos de arte contemporáneo como Fieldwork, la apertura del Centro Ian Potter: NGV Australia, Melbourne. También ha realizado tres esculturas públicas para la ciudad de Huế, Vietnam (1998, 2002, 2006).

## Educación y carrera académica
Después de la escuela secundaria en Robinvale, Ely se mudó a Melbourne para estudiar pintura en Caulfield Technical College, donde Pam Hallandal fue su profesor. Después de completar una especialización de Arte  en Pintura en 1966, Ely trabajó durante un año como profesora de artes en una escuela secundaria en Ballarat, antes de regresar a Melbourne para estudiar en el Prahran College of Fine Arts, donde recibió clases de Clive Murray White y fue influenciada por el movimiento Fluxus, completando un Diploma de Bellas Artes (Escultura) en 1969. Recibió una Maestría en Arte (Bellas Artes) en 1991 del Sydney College of the Arts, Universidad de Sídney, y fue galardonada con un Doctorado en Filosofía en 2009 de la Universidad de Western Sydney por una tesis que explora las influencias de la filosofía y la cultura taoísta en las prácticas de arte contemporáneo. Ely dio conferencias en Estudios de Escultura, Performance e Instalación en la Facultad de Arte y Diseño de la Universidad de Nueva Gales del Sur de 1990 a 2017 y sigue siendo Profesora Asociada Honoraria de la facultad.

## Carrera artística
La primera exposición de Ely fue en Londres en 1972, pero el reconocimiento de su obra en Australia comenzó efectivamente en la Trienal de Escultura de Mildura de 1975. Su instalación interdisciplinaria, C20th Mythological Beasts: at Home with the Locust People (1975) tuvo sus inicios en Nueva York, donde Bonita Ely vivió de 1973 a 1975.
Sus actuaciones de los años setenta y ochenta se centraron principalmente en cuestiones ambientales y políticas. Por ejemplo, en su actuación Jabiluka UO2 (1979), Ely exploró cuestiones relacionadas con los derechos territoriales de los aborígenes y la minería de uranio en el Territorio del Norte.
Su trabajo Breadline (1980) examina temas de feminidad y embarazo. Ely fundió y moldeó formas de su cuerpo en masa de pan que lavó en un baño de leche. Durante esta acción, se horneó pan y luego se sirvió a los espectadores después de la actuación. Como exploración compleja de los roles tradicionales de las mujeres, la performance es tanto una celebración de la maternidad y la crianza como una crítica de la mujer como un producto consumible de la cultura.
En Dogwoman Communicates with the Younger Generation (1981) y Dogwoman Makes History (1983), se documentó la fascinación antropomorfizada por otra especie, junto con la construcción de género de la historia, utilizando imágenes de perros en el arte de los museos de Berlín, documentado mientras era artista en residencia en Kunstlerhaus Bethanien, Berlín.
La instalación de tres partes, We Live to be Surprised, mostrada en Performance Space, Sídney en 1991, incluyó nueve rayos rojos disparados desde el suelo y 'snabbits', criaturas genéticamente diseñadas que combinan el cuerpo sin patas del caracol y la cabeza de conejo, escondidos en ruinas en el espacio opuesto. Un cuento explica que son las únicas criaturas vivientes que quedan en una Tierra posapocalíptica y son una excelente fuente de alimento en los entornos distópicos del futuro, ya que no pueden escapar y son deliciosas. Entre los rayos y el hábitat de los conejos, los espectadores pasan por un corredor de luz dorada, un espacio liminal entre la energía y la entropía.

### Río Murray
El río Murray, uno de los ríos más largos del mundo (2700 km) ha sido un foco perdurable de la práctica de Ely. Murray River Punch (1980) es una de las actuaciones más conocidas y significativas de Ely. El trabajo se realizó por primera vez en la Galería George Paton de la Universidad de Melbourne en junio de 1980 como parte de una semana de actuación titulada Mujeres en el trabajo . En esta obra, el artista montó una demostración de cocina en el vestíbulo de la Unión de Estudiantes de la universidad a la hora del almuerzo y asumió el papel de un demostrador de cocina que narra la receta de una bebida 'ponche', cuyos ingredientes provienen de contaminantes del río Murray.
Un trabajo más reciente aborda el deterioro de la salud del río durante la Sequía del Milenio, cuando las prácticas agrícolas ambientalmente insostenibles exacerbaron la contaminación por sulfato ácido y los brotes de algas verdiazules. La investigación forense de Ely a lo largo del río dio como resultado una serie fotográfica titulada The Murray's Edge . Una repetición de Murray River Punch con el subtítulo C21st, la escasez de agua resultó en un 'chapuzón', compuesto por contaminantes del río.

### Comisiones públicas de escultura en Huế, Vietnam
En 1998, Ely fue invitada a crear una escultura pública para el Centro Cultural Infantil en Huế, Vietnam, participando en el 2.º Simposio de Escultura. Su trabajo interactivo toma la forma de un pajar hueco, haciendo referencia a las pilas cónicas hechas de 'heno' de arroz en los campos alrededor de Huế que se usaban para cocinar fuegos. Las tres entradas en forma de arco de la escultura tienen aproximadamente un metro de altura, la altura de los niños, y su base en forma de barril actúa como una cámara acústica, recolectando los sonidos del entorno circundante. Pequeños orificios en el espacio cónico de arriba iluminan el interior con suaves bandas de luz. La escultura está hecha de ladrillos pequeños y tradicionales de la fábrica de ladrillos de la Ciudadela Huế. Como tal, es un registro de prácticas y materiales culturales pasados.
La investigación de los personajes longevos de Huế dio forma a la segunda escultura pública de Ely en la ciudad, titulada Longevidad: tijeras y hoces (2002). Las tijeras y hoces fabricadas por herreros locales se cocinaron juntas en un patrón de celosía para formar una interpretación tridimensional del símbolo de longevidad. Con forma de calabaza, la chatarra utilizada incluía metralla de la Guerra de los Estados Unidos, como se la conoce en Vietnam.

En 2006, Ely fue invitada de nuevo al 4º Simposio Internacional de Escultura de Huế, donde el símbolo dinámico en zig-zag del rayo aparece nuevamente en su trabajo, esta vez como una escultura de tubo de acero de 6 m que brilla en la oscuridad. Titulado Lake Thunder, la ubicación de la escultura en el lago Thuy Tien es un aspecto esencial de la obra, que evoca los principios filosóficos taoístas tradicionales expresados en las enseñanzas internas del taoísmo de Chang Po-Tuan (o Zhang Boduan ):
'THUNDER representa nuestra verdadera esencia, LAKE representa nuestro verdadero sentido, WATER representa nuestro conocimiento real y FIRE representa nuestro conocimiento consciente. Estas cuatro son las verdaderas 'cuatro formas' inherentes a nosotros '.

### documenta14
Ely fue seleccionada para representar a Australia en documenta14 en 2017, donde exhibió las instalaciones Interior Decoration en el Palais Bellevue en Kassel, Alemania, y Plastikus Progressus en Atenas, Grecia.
Interior Decoration investiga los efectos intergeneracionales del trastorno de estrés postraumático (TEPT) .
"El trastorno de estrés postraumático generalmente conduce a entumecimiento emocional, ... pesadillas recurrentes, abuso de sustancias (tradicionalmente alcoholismo), ... arrebatos delirantes de violencia". (Goldstein, 2001).  
La instalación Interior Decoration se integra en el entorno doméstico del Palais Bellevue . Explora los efectos intergeneracionales del trastorno de estrés postraumático no tratado que sufren, por ejemplo, los veteranos de guerra, los refugiados, los pueblos indígenas, los desplazados y las víctimas de genocidio. Construido a partir de objetos domésticos, lo militar está domesticado, lo doméstico militarizado. Por ejemplo, 'Sewing Machine Gun' se hace a partir de la conjunción de una máquina de coser Singer, la industria de una mujer, horquillas, su feminidad íntima, para crear una ametralladora Vickers, problematizando las codificaciones de estos objetos para presentar al espectador una carga emocional. acertijos que reflejan complejidades más que una ilustración didáctica del conflicto de género. De manera similar, los muebles del dormitorio al revés forman trincheras de madera pulida como túneles, escondites, todos supervisados por la 'Atalaya' sin escaleras, hecha de una cama matrimonial, y su piso son los resortes de alambre de un colchón de cuna para niños. La instalación incrusta al espectador en los extraños sentimientos de un adulto transportado a la infancia, invitando a la exploración para descubrir sus multiplicidades. Los componentes escultóricos están contextualizados por un dado alrededor de la habitación compuesto por una narrativa visual que aborda el trauma y los nombres de los judíos de Kassel deportados y asesinados durante la Segunda Guerra Mundial. Sus nombres están inscritos en una sección de las vías del tren en la KulturBahnhof (estación central de Kassel), una instalación del Dr. Horst Hoheisel, Das Gedächtnis der Gleise ('La memoria de las vías' - 2015). La decoración de interiores es un recordatorio del trastorno de estrés postraumático como una causa omnipresente pero poco reconocida de conflicto y sufrimiento en las relaciones sociales y personales.
La instalación Plastikus Progressus en la iteración de Atenas de documenta14 se exhibió en la Galería de la Escuela de Bellas Artes de Atenas . Aborda la contribución de la basura ocasional a la contaminación plástica de la transecología del agua. Ambientada en el año 2054, toma la forma de una exhibición de historia natural. Un diorama presenta criaturas que comen plástico, sus fisiologías construidas en aspiradoras y las partes de las mismas que el artista encontró descartadas en las calles de Sídney. Las criaturas han sido modificadas genéticamente utilizando el método CRISPR para limpiar los plásticos que contaminan océanos y ríos. El diorama está contextualizado por fotografías de la naturaleza prístina como lo habría sido en 1905, el año en que se inventó el primer plástico sintético, la baquelita, más estudios de casos de ríos en Atenas, Kassel y Sídney en 2017, que muestran la contaminación plástica de las calles de la ciudad flotando hacia el océano, contextualizado por una historia mundial desde 2000 a. C. hasta 2054 d. C. que muestra el surgimiento, el dominio y luego el declive de las naciones, que termina en 2054 con giros arremolinados llenos de plástico. Cada criatura genéticamente modificada se describe en una taxonomía presentada en una pantalla táctil, conservada en el sitio web de Plastikus Progressus .

### Otros trabajos
En 2010, Bonita Ely fue seleccionada para crear una obra de arte pública para celebrar el décimo aniversario de las Olimpiadas Verdes de Sídney. Hecho de un molino de viento reciclado, el Thunderbolt funciona con energía solar, la iluminación de la escultura indica a la comunidad su nivel de consumo de energía en el vecindario por la noche, cambiando de color de verde a amarillo a rojo.
Estos trabajos ambientales están informados por la investigación intercultural de Ely sobre nuestra relación con la tierra, primero trazando las narrativas inscritas en los paisajes naturales en las mitologías aborígenes de Australia, o líneas de canciones, que se entretejen a través de los países de las naciones tribales, funcionando como éticas, espirituales y prácticas. narrativas utilizadas para navegar a través de terrenos complejos, incorporando conocimientos ambientales esenciales para la recolección de alimentos, la caza, la lectura de las estaciones, los vientos.[cita requerida] De manera similar, en las mitologías hindúes de la India, los jardines chinos y japoneses, los sistemas de creencias animistas precristianos de Europa, el paisaje estaba / está inscrito con significado. La instalación Juggernaut, exhibida en Sídney, Melbourne, Brisbane y la Bienal Asiática de Arte Contemporáneo, Dhaka, Bangladés (1999), evoca esta inscripción de terreno. Cada giro en espiral gigante transforma su forma espacial interna, su fuerza peripatética es simultánea a la sensación de fragilidad: las espirales gigantes se mantienen en su lugar con cuñas al nivel del piso y los espaciadores se mantienen en tensión entre cada giro de la espiral, por lo que la integridad estructural de la escultura está en 'animación suspendida'.